# Рос, Маргарета Элисабет
Маргарета Элисабет Рос (швед. Margareta Elisabeth Roos; 1696—1772), также известная как Анна Стина Рос (швед. Anna Stina Roos), — шведская женщина, одевавшаяся в мужскую одежду и служившая солдатом в армии шведского короля Карла XII во время Северной войны.

## Биография
Маргарета Элисабет Рос (её ещё называют Анной Стиной Рос) родилась в семье капитана, служившего в шведской провинции Ингрия в Карелии. Она записалась в армию в 1713 году и прослужила в ней до конца Северной войны, во время которой была отмечена своим мужеством и повышена в звании до унтер-офицера за храбрость, проявленную в бою.
Рос служила в полку генерал-фельдмаршала графа Карла Густава Дюкера (1663—1732). Очевидно, что её так и не разоблачили. По некоторым свидетельствам, она была настолько «мужественна» в своих манерах, что никто не подозревал, что она женщина, кроме того она имела высокий рост.
Рос покинула армию в 1721 году после заключения Ништадтского мирного договора, по которому Швеция формально уступила Ингрию России. После войны она в течение трёх лет работала главным дворецким в доме графини Дюкер, Хедвиги Вильхельмины Оксеншерны (1682—1758). Однако во время её болезни горничная обнаружила, что это женщина, и сообщила об этом графине. Графиня согласилась молчать об этом, но устроила ей брак с офицером, которым был Йон Густав Ирвинг (1683—1744), также ветеран Северной войны
.
Этот брак состоялся в 1724 году и длился 20 лет, в течение которых у них родилось по меньшей мере двое детей. После смерти своего супруга она переехала в Кёпинг, в Вестманланд. Её дочь Маргарета Шарлотта Ирвинг (1728—1765) вышла замуж за Нильса Ларссона Сунделла (1692—1757), викария прихода Бро в Вестманланде. Большую часть своих последних лет Рос провела с дочерью и зятем. В старости Рос, по некоторым свидетельствам, проявляла свой «мужественный и доблестный ум».
Описание её службы в армии было передано её семьёй священнику в 1843 году, через 71 год после её смерти. Служба Маргареты Элисабет Рос в армии считается неподтверждённой, так как о ней стало известно только после её собственной смерти.
В отличие от других женщин, служивших в армии под видом мужчин, включая Ульрику Элеонору Столхаммар и Лисбету Ольсдоттер, Маргарета Элисабет Рос никогда не была разоблачена и привлечена к суду, и поэтому она не упоминается ни в каких судебных документах, а также не известно имя, которое она использовала во время службы, что затрудняет проверку данных о ней в военных документах. Однако история о ней хорошо известна и считается свидетельством определённой терпимости и восхищения женщинами, служащими в армии, по крайней мере в аристократических кругах, несмотря на то, что по современным ей законам выдавать себя за мужчину считалось серьёзным преступлением. Тот факт, что она вышла замуж за мужчину после службы, также принимается как свидетельство того, что выдача себя за солдата не вредила репутации невесты.

## Дополнительные источники
- Alf Åberg (1999) Karolinska Kvinnoöden (Natur & Kultur) ISBN 91-27-07761-6, in Swedish, page 160